# Batalha de Massawa (1990)
A Segunda Batalha de Massawa (também conhecida como Operação Fenkil e como ofensiva de Fenkil) ocorreu em 1990 dentro e nos arredores da cidade costeira de Massawa, na Eritreia. A ofensiva foi conduzida por unidades terrestres e marítimas da Frente de Libertação Popular da Eritreia contra o Exército da Etiópia.

## Batalha
A partir de 8 de fevereiro de 1990, as forças da Frente de Libertação Popular da Eritreia iniciaram a ofensiva cortando a rota crítica de abastecimento da guarnição de Asmara. O ataque surpresa atordoou os militares etíopes e na tarde seguinte as forças rebeldes estavam nos subúrbios de Massawa. No terceiro dia da ofensiva, 11 de fevereiro de 1990, as forças eritreias capturaram a base naval etíope perto da cidade. A única parte restante da cidade a livrar-se das tropas etíopes eram as ilhas.
Para conseguir isso, as forças eritreias usaram suas forças navais nascentes (principalmente pequenas canhoneiras) para atacar por mar durante uma barragem de artilharia. Usando este fogo de artilharia, a blindagem eritreia moveu-se para as causeways que conectavam as ilhas com o continente. O primeiro desses tanques foi destruído pela guarnição etíope, no entanto, acabaram sendo superados pela Frente de Libertação Popular da Eritreia. Após esta derrota, o restante das forças etíopes recuou para Ghinda.
Mesmo após a perda de Massawa, os etíopes continuaram o bombardeio aéreo da cidade. A população civil foi a mais atingida porque as forças rebeldes seguiram as tropas etíopes até Ghinda. Notável desse bombardeio foi o uso de napalm e bombas de fragmentação.

## Comemoração

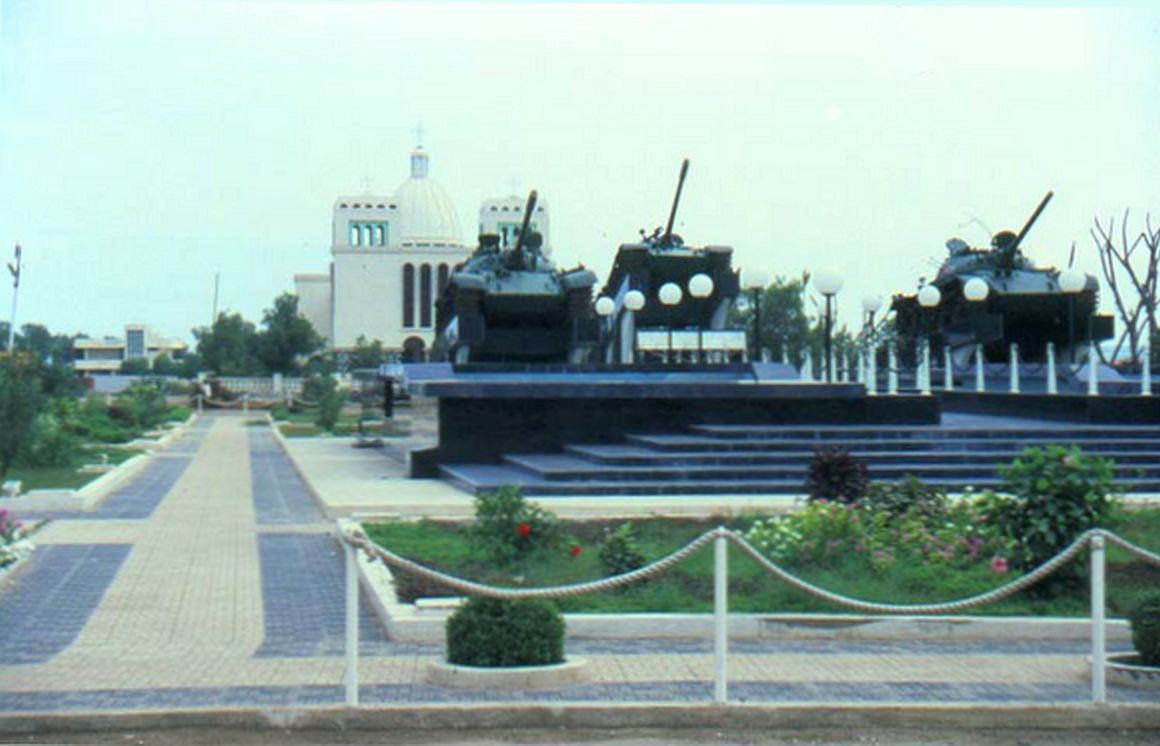
A Praça da Memória de Guerra em Massawa.

A batalha foi comemorada por um memorial de três tanques na Praça da Memória de Guerra, perto do centro da cidade de Massawa, na Ilha Tualud, na entrada da causeway para o continente. Em 2004, no décimo quarto aniversário da batalha, a Eritreia emitiu um conjunto de dois selos e uma minifolha de três selos em homenagem à "Libertação de Massawa". Retratado no 40c está o memorial do tanque com fonte, no 50c está uma lancha (canhoneira) com soldados.